# 圣吉勒德拉讷维尔
圣吉勒德拉讷维尔（法語：Saint-Gilles-de-la-Neuville，法語發音：[sɛ̃ ʒil də la nøvil]）是法国滨海塞纳省的一个市镇，属于勒阿弗尔区。

## 地理
圣吉勒德拉讷维尔（49°34'29"N, 0°22'33"E）面积7.09 平方千米，位于法国诺曼底大区滨海塞纳省，该省份为法国北部沿海省份，其西部及北部濒大西洋英吉利海峡，东起顺时针与索姆省、瓦兹省、厄尔省和卡爾瓦多斯省接壤。
与圣吉勒德拉讷维尔接壤的市镇（或旧市镇、城区）包括：戈梅维尔、格兰布维尔、圣让德拉讷维尔、三石村、维尔维尔。

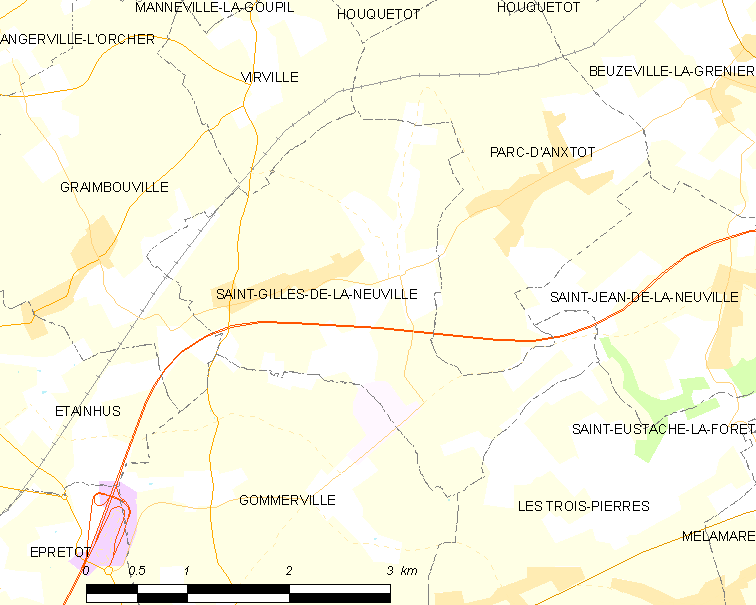
圣吉勒德拉讷维尔的OSM定位图

圣吉勒德拉讷维尔的时区为UTC+01:00、UTC+02:00（夏令时）。

## 行政
圣吉勒德拉讷维尔的邮政编码为76430，INSEE市镇编码为76586。

## 政治
圣吉勒德拉讷维尔所属的省级选区为圣罗曼-德科尔博斯克县。

## 人口

1962-2008年间圣吉勒德拉讷维尔人口变化图示

圣吉勒德拉讷维尔于2022年1月1日时的人口数量为659人。